# IBM A2
Az IBM A2 egy nyílt forráskódú masszívan többmagos és többszálas 64 bites, Power utasításkészlet-architektúrát megvalósító processzormag, amelyet az IBM tervezett a Power ISA v.2.06 specifikációnak megfelelően. Az A2 magon alapuló processzorok változatai egy 2,3 GHz-es, 16 magos, 65 W fogyasztású változattól egy kisebb teljesítményű, négy magos, 1,4 GHz-es órajelű, 20 W fogyasztású változatig terjednek.

## Tervezés
Az A2 mag egy processzormag, amelyet alapvetően egylapkás rendszerekben való beágyazott használatra és kiterjedt testreszabásra terveztek, és amelyet az IBM játékkonzol-processzortervei, az Xbox 360-as Xenon és a PlayStation 3 Cell processzorai alapján fejlesztettek ki.

### A2I
Az A2I egy 4 utas szimultán többszálas mag, ami megvalósítja a 64 bites Power ISA v.2.06 „Book III-E” jelű specifikációját beágyazott platformok számára, beágyazott hiperfelügyelő támogatásával. Többmagos implementációkhoz tervezték, a nagy áteresztőképességre és sok szál egyidejű végrehajtására összpontosítva. Az A2I-t VHDL-ben írták.
A magnak 4×32 64 bites általános célú regisztere (GPR) van, teljes támogatással mind a növekvő, mind a csökkenő bájtsorrend számára, 16 KiB+16 KiB utasítás- és adat-gyorsítótára, és képes a négyutas többszálú működésre.
Finomszemcsés elágazás-előrejelző egységgel (BPU) rendelkezik, nyolc 1024 bejegyzéses elágazás-előzménytáblával. Az L1 gyorsítótárakat egy 16 KiB 8 utas csoport-asszociatív adat-gyorsítótár és egy 4 utas csoport-asszociatív 16 KiB-os utasítás-gyorsítótár alkotja. Meghajt egy egyszerű sorrendi (in-order) futószalagot, amely ciklusonként két utasítást képes kiadni, egyet a 6 fokozatú aritmetikai-logikai egységnek (ALU) és egyet az opcionális kiegészítő végrehajtó egységnek (AXU).
Tartalmaz egy memóriakezelő egységet, de nem tartalmaz lebegőpontos egységet (FPU). Az ilyen járulékos eszközöket az AXU kezeli, amely tetszőleges számú szabványos vagy testre szabott makrót támogat, például lebegőpontos egységeket, vektoros egységeket, DSP-ket, médiagyorsítókat és egyebeket, akár olyan utasításkészletekkel és regiszterekkel, amelyek nem részei a Power ISA-nak. A magnak van egy rendszerinterfész egysége, amely a lapkán lévő más magokhoz való csatlakozásra szolgál, 256 bites interfésszel az adatok írásához és egy 128 bites interfésszel az utasítások és adatok a mag teljes sebességén történő olvasásához.

### A2O
Az A2O egy kicsit modernebb változat, Verilog nyelven volt írva, a Power ISA v.2.07 „Book III-E” verziójának felhasználásával. Ez egymagos teljesítményre van optimalizálva és a 3 GHz-es órajel elérésére, 45 nm-es gyártástechnológiával történő gyártásra tervezték. Az A2O abban különbözik testvérétől, hogy csak kétutas többszálas végrehajtású, 32+32 kB-os első szintű (L1) adat- és utasítás gyorsítótárai vannak, és in-order végrehajtásra képes.
Az A2O megjelenésekor egyetlen tényleges termék sem használta azt.

## Nyílt forrás
Az IBM 2020 második felében kiadta az A2I és A2O magokat Creative Commons licenc alatt, és közzétette ezek VHDL és Verilog kódját a GitHubon. Ezek voltak a cég kezdő lépései a nyílt forrású processzorok területén, azzal a céllal, hogy ezeket a terveket hozzáadják az OpenPOWER Alapítvány szabad és nyílt processzormagjainak kínálatához. Mivel az A2-t 2010-ben tervezték, az A2I és az A2O nem felel meg a Power ISA 3.0 vagy 3.1 szabványoknak, ami kötelező az OpenPOWER magok számára. Az IBM szándéka szerint a magokat frissíteni kell, hogy megfeleljenek az ISA újabb verziójának.

## Megvalósult termékek

### PowerEN
A PowerEN (Power Edge of Network, hálózati Power Edge), avagy az IBM szóhasználatával a „vezeték-sebességű (wire-speed) processzor” – ez egy speciális hibrid kialakítású processzor, amely a csomagkapcsolást és útválasztást végző szabályos hálózati processzorok és az adatokat kezelő és csomagoló tipikus szerverprocesszorok közötti átmenetnek tekinthető. 2010. február 8-án mutatták be, az ISSCC 2010 konferencián.
A processzorok A2I magokkal épülnek fel, 8 MiB gyorsítótárral valamint számos feladatspecifikus végrehajtóegységgel vannak ellátva az általános célú processzorok mellett, ilyenek az XML, a kriptográfiai, az adattömörítést és a reguláris kifejezések feldolgozását hardveresen támogató gyorsítók (koprocesszorok); ezek mellett saját memóriavezérlővel, négy 10 gigabites Ethernet porttal és két PCIe sávval rendelkeznek. Legfeljebb négy chip kapcsolható össze egy SMP rendszerben, külön támogató csipek nélkül. A csipek rendkívül összetettek (többek között Charlie Johnson, az IBM vezető tervezője szerint), és 1,43 milliárd tranzisztort tartalmaznak egy 428 mm2 méretű, 45 nm-es folyamattal gyártott lapkán.

### Blue Gene/Q
A Blue Gene/Q processzor egy 18 magos csip, A2I magokkal épül fel, 1,6 GHz-es órajelen fut. Speciális funkciókkal rendelkezik a szálak gyors környezetváltásához, négyszeres SIMD lebegőpontos egységet tartalmaz, a csipek közötti kapcsolatot 5D tórusz topológiájú hálózat biztosítja, külső be- és kimeneteinek sebessége 2 GB/s. A magok egy fél magsebességgel üzemelő crossbar hálózattal kapcsolódnak egy 32 MiB-os eDRAM (beágyazott DRAM) másodlagos gyorsítótárhoz. Az L2 gyorsítótár többverziós és támogatja a tranzakciós memóriákat és a spekulatív végrehajtást. A Blue Gene/Q csipben két 1,33 GHz-en futó DDR3 memóriavezérlő van, amely maximálisan 16 GiB RAM-ot támogat.
A processzor 16 magot használ a számításokhoz és egy további magot az operációs rendszer szolgáltatásaihoz. Ez a 17. mag gondoskodik a megszakítások, aszinkron be/kimenet, MPI adatfolyam-vezérlés kezeléséről, valamint biztosítja a megbízhatóság, rendelkezésre állás és használhatóság (RAS) funkcionalitást. A 18. magot tartalékként használják arra az esetre, ha a többi mag közül valamelyik tartósan megsérülne (például a gyártás során), de ez a mag a funkcionális működés alatt ki van kapcsolva. A Blue Gene/Q csip az IBM 45 nm-es réz SOI eljárásával készül, 204,8 GFLOPS csúcsteljesítményt nyújt 1,6 GHz-en és fogyasztása körülbelül 55 watt. A csip mérete 19×19 mm (359,5 mm2) és 1,47 milliárd tranzisztort használ.
Ezeket a processzorokat az IBM Blue Gene szuperszámítógép-család harmadik generációs „Blue Gene/Q” típusú installációiban alkalmazzák, a gépek számítási csomópontjaiban. A Blue Gene/Q „számítási csomópont” egy több 64 bites A2 processzormagot tartalmazó csipből áll. 32 számítási csomópont alkot egy számítási fiókot, a fiókok síkokba vannak szervezve. A síkok felett optikai hálózat biztosítja a kapcsolatot, és a síkok rackekben helyezkednek el. A „Blue Gene/Q” gépek elérték a 20 Petaflops teljesítményt (a 2010-es években).

## Fordítás
Ez a szócikk részben vagy egészben  az   IBM A2 című angol Wikipédia-szócikk ezen változatának fordításán alapul.  Az eredeti cikk szerkesztőit annak laptörténete sorolja fel. Ez a jelzés csupán a megfogalmazás eredetét és a szerzői jogokat jelzi, nem szolgál a cikkben szereplő információk forrásmegjelöléseként.